# Bunica
Bunica es una localidad de Croacia en el ejido de la ciudad de Senj, condado de Lika-Senj.

## Geografía
Se encuentra a una altitud de 11 m s. n. m. a 168 km de la capital nacional, Zagreb.

## Demografía
En el censo 2011 el total de población de la localidad fue de 85 habitantes. Se trata del primer censo en que la localidad es registrada como asentamiento independiente.
| Gráfica de población de Bunica 1857-2011                            |
|                                                                     |
| Según los censos de población de la oficina estadística de Croacia. |